# Ribes saxatile
Ribes saxatile är en ripsväxtart som beskrevs av Pall.. Ribes saxatile ingår i släktet ripsar, och familjen ripsväxter. Inga underarter finns listade i Catalogue of Life.